# Kapitein Rob en het geheim van professor Lupardi
Kapitein Rob en het geheim van professor Lupardi is een Nederlandse avonturenfilm uit 2007 van regisseur Hans Pos, met in de hoofdrollen Thijs Römer en Katja Schuurman.
Het scenario van de film is geïnspireerd door de stripverhalen De avonturen van Kapitein Rob getekend en bedacht door Pieter Kuhn (1910-1966) met tekst van journalist Evert Werkman (1915-1988), die in 73 verhalen van 11 december 1945 tot en met 21 januari 1966 (onderbroken door twee periodes van langere duur) in de Parool-bladen zijn verschenen.
De film kreeg voornamelijk negatieve kritieken in de pers en was ook financieel geen succes. Er kwamen nog geen 40.000 bezoekers en de opbrengst was bijna 250.000 euro op een budget van 1,4 miljoen.

## Verhaal
Kapitein Rob bevaart de zeeën met zijn zeilschip 'De Vrijheid'. Als hij weer eens een keer terug is in Nederland werkt hij aan zijn schuit en past tegelijkertijd op Stijn en Sandra, de kinderen van zijn zuster Marga. Dan ontvangt hij een oproep van 'de Generaal'. Rob is namelijk ook werkzaam als geheim agent voor een Nederlandse organisatie en hij krijgt de opdracht om op zoek te gaan naar de daders van een mysterieuze goudroof, waarbij het goud is verdwenen in een geheimzinnige mist. Hij komt in contact met de mooie weervrouw en meteorologe Paula, die zich zorgen maakt over de opwarming van de aarde. Volgens haar is de opwarming kunstmatig. Samen met Paula, Stijn en Sandra gaat Rob op onderzoek uit. Het blijkt dat het goud gestolen is door de beruchte professor Lupardi en zijn assistent Yoto. Lupardi heeft het goud nodig voor zijn ultra-kristal, de energiebron van een weermachine die hij heeft uitgevonden. Met die weermachine kan hij het weer naar believen veranderen. De bedoeling is om eerst een winters klimaat in Nederland te realiseren. Net als Nederland zich dan opmaakt voor de Elfstedentocht wil Lupardi het weer laten dooien. Zo kan Lupardi wraak nemen voor het feit dat zijn vader in 1963 was uitgeloot voor de Elfstedentocht. Maar de plannen van de krankzinnige geleerde lijken verder te reiken en al snel blijkt dat de hele planeet gevaar loopt. Het is nu aan Rob om de geleerde en zijn hulpje te stoppen.

## Rolverdeling
| Acteur                       | Personage          | Opmerkingen                                      |
| ---------------------------- | ------------------ | ------------------------------------------------ |
| Thijs Römer                  | Kapitein Rob       |                                                  |
| Katja Schuurman              | Paula              |                                                  |
| Arjan Ederveen               | Professor Lupardi  |                                                  |
| Alex Klaasen                 | Yoto               |                                                  |
| Jack Wouterse                | Generaal           |                                                  |
| Hans Dagelet                 | Cigaret Larry      |                                                  |
| Ricky Koole                  | Marga              | zus van Kapitein Rob, moeder van Stijn en Sandra |
| Hans Kesting                 | Chef Commando’s    |                                                  |
| Robert Ruigrok van der Werve | Stijn              |                                                  |
| Emilie Pos                   | Sandra             |                                                  |
| Yannick de Waal              | Sammie             |                                                  |
| Marcel Roelfsma              | Chef bewaking      |                                                  |
| Stijn Westenend              | Onderzoeker        |                                                  |
| Mike Reus                    | Geleerde           |                                                  |
| Kenneth Herdigein            | Commando 1         |                                                  |
| Richard Kemper               | Oscar              |                                                  |
| Leo Hogenboom                | eindredacteur      |                                                  |
| Jennifer Hoffman             | Miljonairsdochter  |                                                  |
| Wouter Bos                   | Minister-president |                                                  |
| Joost Prinsen                | Politie-inspecteur |                                                  |
| Marisa van Eyle              | Tante Annie        |                                                  |

## Achtergrond
Het hoogtepunt van de populariteit van de stripheld Kapitein Rob was in de jaren vijftig van de twintigste eeuw toen tekenaar Pieter Kuhn zijn held dagelijks liet uitvaren. Hoewel de strips werden gebundeld in boekjes en later zelfs in een paperbackversie verschenen, was de echte hausse begin jaren tachtig definitief voorbij. Een heruitgave van de strip in die jaren werd al snel stopgezet. Desondanks waren er verschillende pogingen om de koene zeebonk nieuw leven in te blazen. Toonder Studio's overwoog een nieuwe serie getekende avonturen (waarvan de proefversie overigens ook over het weer zou gaan) en de AVRO wilde in 1970 al in samenwerking met Westdeutsche Rundfunk een tv-serie maken. Midden jaren zeventig probeerde Haye Thomas de NCRV te interesseren voor een televisieproductie, terwijl eind jaren zeventig dezelfde omroep een dertiendelige serie wilde maken met Rutger Hauer als Kapitein Rob. Maar ook dat initiatief ging niet door en vervolgens begon zoals gemeld de populariteit van de zeeman sterk af te nemen. In 1994 kwam Gerrit Visscher met het idee een animatiefilm rond de schipper van De Vrijheid te maken, onder de titel, Kapitein Rob in het rijk van de witte mammoet, een bewerking van deel 16 van de avonturen van Kapitein Rob. In het scenario werd echter al spoedig het oorspronkelijke verhaal losgelaten. Er zouden elementen uit andere Robverhalen toegevoegd worden en zelfs nieuwe elementen, zoals over het onderzoekschip De Mermoz. De film werd begroot op vijf miljoen gulden, maar kwam niet verder dan de planning. Na de bioscoopfilm wilde men een vierentwintigdelige  televisieserie rond Kapitein Rob maken, die door de TROS uitgezonden zou worden. De golf van nostalgie die eind jaren negentig inzette, zorgde voor een groot aantal speelfilms gebaseerd op tv-series en strips uit de jaren 40-70 van de twintigste eeuw. Ook in Nederland ontkwam men niet aan deze ontwikkeling. De oude televisieseries en boekhelden als Floris, Pipo de Clown, Pietje Bell  kregen vervolgen in al dan niet succesvolle speelfilms. In 2006 besloot het acteursechtpaar Thijs Römer en Katja Schuurman om Kapitein Rob uit de mottenballen te halen voor een speelfilm rond de oude held. Op zich leek het project kans van slagen te hebben. Het paste in het beeld van de oplevende nostalgie en Kapitein Rob kon simpelweg worden ingezet voor een actiefilm. Maar zoals gezegd was Kapitein Rob te lang weggeweest. Anders dan Floris of Pipo de Clown was de zeeman nooit op televisie geweest en eigenlijk leefde hij alleen nog in de herinnering van een handvol stripliefhebbers dat zelf al tegen de vijftig/zestig liep. De scenaristen deden hun best en creëerden een avontuur dat Pieter Kuhn zelf bedacht kon hebben. Men werkte zelfs een plotgaatje uit de strip weg door Rob een baan te geven als geheim agent. In de strip dobbert de stripheld schijnbaar doelloos over de oceaan, zonder een bron van inkomen. Maar er was niet genoeg budget om van de Kapitein Robfilm een concurrent te maken van andere jeugdfilms als Harry Potter of de Narniaserie. Er was geen subsidie en de film werd gemaakt met geld van externe financiers. Het belangrijkste kenmerk van Kapitein Rob zijn reizen met het zeilschip De Vrijheid over de zee verdween om budgettaire redenen. Er was geen geld voor grootscheepse computeranimaties of decors, waardoor de film veel actie inleverde. De jeugd bleef in ieder geval grotendeels weg bij de film.

## Productie
De opnamen werden onder andere gemaakt in Assendelft (zo werden op 7 mei 2007 opnamen gemaakt in een vrijstaande villa). Zoals gezegd werden er om budgettaire redenen geen opnamen op zee gemaakt, dit was een zegen voor acteur Thijs Römer die watervrees heeft. Een ander ontbrekend detail was de pijp die Kapitein Rob in de strip rookt. In de film is van het roken afgezien om aan te sluiten bij het idee roken niet te promoten. De trouwe metgezel van Rob is de hond Skip. In de film werden vier verschillende honden gebruikt om Skip gestalte te geven. De scenaristen van de film bedachten nog een noviteit: Kapitein Rob heeft een zuster Marga. In de strip is Marga een van de  vriendinnen van Kapitein Rob. Een andere is Paula die in de film terugkeert als de weervrouw. Door Rob een zuster te geven met twee kinderen, konden de schrijvers twee identificatiemodellen voor de jonge kijkers het scenario binnensmokkelen. In de strip komen, naast de kinderen van Kapitein Rob, vrijwel geen kinderen voor. Een andere truc die de scenaristen uithaalden, was dat Kapitein Rob en zijn medespelers gekleed gaan volgens de mode van de jaren vijftig van de twintigste eeuw, maar gebruikmaken van moderne communicatiemiddelen als mobiele telefoons. Zo eerden ze enerzijds de strip, zonder anderzijds de connectie met de 21e eeuw te verliezen. Het lukte Katja Schuurman om de toenmalige minister van Financiën Wouter Bos zijn acteerdebuut te laten maken als minister-president. Ook oud-politica Hedy d'Ancona en nieuwslezeres Noraly Beyer maakten hun debuut. De film ging op maandagavond 26 november 2007 in het Koninklijk Theater Carré in première. Het was de eerste keer dat er een filmpremière in Carré plaatsvond.